# ユーリー・チェルニチェンコ
ユーリー・ドミートリエヴィチ・チェルニチェンコ（ロシア語: Юрий Дмитриевич Черниченко、ラテン文字表記の例：Yurii Dmitrievich Chernichenko、1929年8月7日 - 2010年6月14日）は、ソビエト連邦およびロシアの作家、小説家、エッセイスト。政治家、社会活動家としても活躍した。

## 経歴
1953年キシナウ大学文献学部を卒業する。1966年ソ連作家同盟会員。1986年から1991年まで、ソ連作家同盟委員会書記、共同議長。1991年ロシア作家同盟書記。
テレビ番組「農村の時間（セリスキー・チャース、Сельский час）の制作の他、雑誌『ズナミーヤ』（Знамя）、『アルタイスカヤ・プラウダ』（Алтайская правда）紙、『ソビエツカヤ・ロシア』（Советская Россия）紙、『プラウダ』の編集に関わった。
1989年から1991年まで、書籍やテレビなどのマスメディア上で、ソフホーズ（国営農場）やコルホーズ（集団農場）を取り上げ、ソ連の農業システムを批判した。
1990年ペレストロイカ支持の全ロシア作家協会「四月」の共同議長に就任。
1993年公開書簡「42人の手紙」に参加。
1989年から1991年まで、ソ連人民代議員に選出。地域間代議員グループに参加し、調整評議会のメンバーにも選ばれた。
1993年から1995年まで、ロシア連邦議会上院連邦会議代議員。ロシア農民党（Крестьянской партии России、ロシア農業党とは別の党）議長。上院農業政策委員会に所属した。
2010年6月14日、長い闘病生活の後、死去。遺体は火葬された後、故人の遺志によりクリミア半島のカラ＝ダール山に灰がまかれた。

## 栄典
- 名誉のバッジ勲章
- ソ連ジャーナリスト同盟賞 (1966年)
- 自由ロシア擁護メダル (1993年)[4]